# Geothlypis semiflava
Geothlypis semiflava là một loài chim trong họ Parulidae.